# Hi-Standard
Hi-Standard és un grup japonès de música hardcore punk format l'any 1991. La publicació de Making the Road va comportar diverses gires pel Japó, Estats Units i Europa amb grups com NOFX, No Use For A Name i Wizo. Tot i que els tres membres de Hi-Standard són japonesos, els seus discos són cantats en anglès.

## Pausa
Havent enregistrat cinc treballs discogràfics, el grup va decidir prendre's un descans l'agost 2000 després d'actuar al festival Air Jam. El guitarrista, Ken Yokoyama, va començar a treballar en altres projectes com el grup BBQ Chickens. Yokoyama també va revitalitzar el segell discogràfic original del grup Pizza of Death Records, el qual des de llavors ha editat nombrosos grups punk. El baixista, Akihiro Nanba, creà el grup Ultra Brain, fet que significà el naixement del neopunk. Akira Tsuneoka va tocar la bateria amb el grup Cubismo Grafico Five.

## Retrobament
Els anys 2011 i 2012, Hi-Standard va tocar a l'Air Jam, i el 2015 fou el cap de cartell en el concert de 25è aniversari del segell Fat Wreck Chords.

## Components
- Ken Yokoyama - guitarra i veu
- Akihiro Nanba - veu i baix
- Akira Tsuneoka - bateria

## Discografia[2]
| Any  | Títol                    | Etiqueta         |
| ---- | ------------------------ | ---------------- |
| 1996 | Growing Up               | Fat Wreck Chords |
| 1996 | California Dreamin' EP   | Fat Wreck Chords |
| 1997 | Angry Fist               | Fat Wreck Chords |
| 1997 | Weihnachten stinkt!      | Hulk Räckorz     |
| 1999 | Making the Road          | Fat Wreck Chords |
| 2000 | Last of Sunny Day        | Fat Wreck Chords |
| 2001 | Love Is a Battlefield EP | Fat Wreck Chords |
| 2016 | Another Starting Line    | Pizza of Death   |
| 2017 | The Gift                 | Pizza of Death   |

- Last of Sunny Day conté cançons enregistrades anteriorment i cançons originals. La cançó "The Kids Are Alright" estigué inclosa únicament en l'edició japonesa.
- Hi-Standard ha realitzat versions de cançons nord-americanes com "California Dreamin'", "Green Acres", "Have You Ever Seen the Rain?" i "Can't Help Falling In Love".
- El 5 d'octubre de 2016, Hi-Standard finalitzà el parèntesi de 16 anys publicant l'EP Another Starting Line, al qual seguí el disc The Gift l'any següent.